# ビル・ハミード
ビル・ハミード（Bill Hamid 、1990年11月25日 - ）は、アメリカ合衆国・バージニア州アナンデール出身のプロサッカー選手。サッカーアメリカ合衆国代表。D.C. ユナイテッド所属。ポジションはGK。

## 経歴

### クラブ
D.C. ユナイテッドの下部組織出身。プロ契約前にはセルティックFC行きが噂されていたが、労働許可証の問題から契約を見送られた。2009年9月、下部組織出身者としては初めてクラブとプロ契約を締結した。
2018年1月1日、デンマークのFCミッティランに移籍。
2018年8月8日、1年半のレンタルでd.C. ユナイテッドに復帰。

### 代表
ユース年代からアメリカ合衆国代表に選出されている。2009年10月にはフル代表のトレーニングキャンプに参加した。
2012年1月21日、ベネズエラ代表とのフレンドリーマッチでフル代表デビュー。
2013年7月、代表の一員として2013 CONCACAFゴールドカップに参加。チームは優勝したが、自身に出場機会は無かった。
2017年7月、代表の一員として2013 CONCACAFゴールドカップに参加。グループステージ3戦目のニカラグア戦に出場した。

## 人物
両親は共にシエラレオネからの移民。自身は敬虔なイスラム教徒で、ラマダンには断食を行っている。

## タイトル
D.C. ユナイテッド
- USオープンカップ: 2013

FCミッティラン
- デンマーク・スーペルリーガ: 2017–18

アメリカ合衆国代表
- CONCACAFゴールドカップ: 2013, 2017

個人
- MLS年間ベストイレブン: 2014